# ちきちきこうじぃこうなぁず Vol.1
『ちきちきこうじぃこうなぁず Vol.1』は、笠浩二が1999年7月26日にリリースしたアルバムのタイトルである。

## 解説
- 前作『MARVELOUS』から8年振りとなるオリジナル・アルバム。
- このアルバムから『ちきちきこうじぃこうなぁず』というシリーズが始まりライブ版やファンクラブ限定版など幅広く存在する。
- 5曲目以降は追加収録。#1 - #3のギター演奏は米川英之。

## 収録曲
| #  | タイトル                      | 作詞      | 作曲      | 編曲      |
| -- | ----------------------------- | --------- | --------- | --------- |
| 1. | 「Day by Day」                | 関口誠人  | 米川英之  | 米川英之  |
| 2. | 「Shield of Lover」           | 笠浩二    | 笠浩二    | 笠浩二    |
| 3. | 「A walk in the Clouds」      | 笠浩二    | 笠浩二    | 笠浩二    |
| 4. | 「Shield of Lover」(カラオケ) | 笠浩二    | 笠浩二    | 笠浩二    |
| 5. | 「風のメロディー」            | 笠浩二    | 笠浩二    | 笠浩二    |
| 6. | 「いけない二人」              | Toshitaro | Toshitaro | Toshitaro |
| 7. | 「Glory Days」                | Toshitaro | Toshitaro | Toshitaro |

## 楽曲解説
1. Day by Day
  - ギター演奏は米川英之が担当している。
2. Shield of Lover
  - ギター演奏は米川英之が担当している。
3. A walk in the Clouds
  - ギター演奏は米川英之が担当している。
4. Shield of Lover (カラオケ)
  - カラオケ音源
5. 風のメロディー
  - 追加レコーディング収録された楽曲。
6. いけない二人
  - 追加レコーディング収録された楽曲。
7. Glory Days
  - 追加レコーディング収録された楽曲。